# Переадресация вызова
Переадресация вызова  — это возможность телефонной сети перенаправить входящий вызов с одного номера на другой. Номер, на который совершается дозвон, принимает входящий вызов и в случае необходимости автоматически отправляет его на другой телефонный номер. Таким образом, абонент может, например, принимать звонки, поступившие на его рабочий номер, со своего домашнего или мобильного телефона.
Существует четыре основных вида переадресации звонков (голосовых вызовов):
• Безусловная переадресация. Все звонки, поступающие на номер, автоматически отправляются на другой номер телефона;
• Переадресация по занятости. Звонок переадресовывается на другой номер, только если линия вызываемого абонента занята;
• Переадресация по отсутствии ответа. Звонок направляется на заданный номер в случае отсутствия ответа (как правило, абонент может самостоятельно установить допустимое время ожидания на линии);
• Переадресация при невозможности сети установить связь с номером вызываемого абонента (телефон абонента выключен или находится вне зоны действия сети).
Услугу переадресации вызова предоставляют как мобильные операторы, так и операторы фиксированной связи. В МГТС существует платная услуга переадресации. Управление системой переадресации производится методом набора определённых кодов доступа.

## Переадресация вызовов в работе офиса
Переадресация вызовов — важная функция в работе офисной телефонной сети. Она позволяет сотрудникам фирмы принять максимальное количество звонков от своих клиентов. Если номер вызываемого абонента занят или нужный абонент на данный момент отсутствует, звонок сможет принять другой компетентный сотрудник, также звонки могут переадресовываться на мобильный или домашний телефон вызываемого абонента.
Многие фирмы предпочитают выкладывать в открытый доступ только один телефонный номер. Это многоканальный номер, позволяющий принимать несколько звонков одновременно. Работа многоканального номера построена на функции переадресации: все поступающие звонки распределяются между рабочими и личными номерами сотрудников в заданном порядке. В последнее время фирмы часто используют виртуальные номера, также работающие за счет переадресации и позволяющие создать виртуальный офис в любой точке планеты.

## Мошенничество с использованием переадресации вызовов
Переадресация вызовов часто используется мошенниками для получения доступа к банковским картам клиентов банков. Для этого мошенники производят звонок клиенту якобы от службы безопасности банка и под разными предлогами просят осуществить некие действия на телефоне. Неосведомленный человек, не знающий о возможностях переадресации, сам подключает эту функцию. Далее уже — дело техники и способностей мошенника.

## Настройка переадресации
Для настройки переадресации необходимо есть несколько USSD запросов с помощью которых можно как отключить, так и включить данную услугу
Безусловная переадресация
- *#21# - проверить статус
- **21*номер_телефона# - подключение
- ##21#  - отключение

Переадресация по занятости
- *#67# - проверить статус
- **67*номер_телефона# - подключение;
- ##67# - отключение

Переадресация при невозможности сети установить связь
- *#62# - проверить статус
- **62*номер_телефона#
- *#62# - отключение

Переадресация по отсутствии ответа
- *#61# - проверить статус
- **61*номер_телефона# - подключение
- **61*номер_телефона**время_ожидания_ответа# - подключение переадресации после время_ожидания_ответа (сек)[2]
- *#61#  - отключение